# Francis Glisson
Francis Glisson (n. 1597 - d. 14 octombrie 1677) a fost medic, fiziolog și anatomist britanic.